# Magistral d'escacs Ciutat de Barcelona de 2008
El Magistral d'escacs Ciutat de Barcelona de 2008 fou un torneig d'escacs que va tenir lloc entre el 30 d'octubre i el 7 de novembre de 2008, jugat al Casino de Barcelona. El torneig es va fer pel sistema lliga d'una volta a nou rondes. El GM rus Aleksei Dréiev va ser el campió del torneig amb 7 punts de 9.

## Classificació
|    | Participants                | Rating | 1 | 2 | 3 | 4 | 5 | 6 | 7 | 8 | 9 | 10 | Punts | Des   |
| -- | --------------------------- | ------ | - | - | - | - | - | - | - | - | - | -- | ----- | ----- |
| 1  | Aleksei Dréiev              | 2670   | * | ½ | 1 | ½ | ½ | 1 | 1 | 1 | ½ | 1  | 7.0   | 28.75 |
| 2  | Kiril Gueorguiev            | 2645   | ½ | * | 1 | ½ | ½ | ½ | 1 | ½ | 1 | 1  | 6.5   | 26.50 |
| 3  | Baadur Jobava               | 2664   | 0 | 0 | * | 1 | ½ | ½ | 1 | 1 | 1 | ½  | 5.5   | 20.25 |
| 4  | Borís Gulko                 | 2552   | ½ | ½ | 0 | * | 1 | ½ | ½ | 0 | 1 | 1  | 5.0   | 20.50 |
| 5  | Fidel Corrales Jiménez      | 2552   | ½ | ½ | ½ | 0 | * | ½ | 0 | ½ | 1 | 1  | 4.5   | 18.25 |
| 6  | Antoaneta Stefanova         | 2548   | 0 | ½ | ½ | ½ | ½ | * | ½ | 1 | ½ | ½  | 4.5   | 18.25 |
| 7  | Josep Manuel López Martínez | 2548   | 0 | 0 | 0 | ½ | 1 | ½ | * | ½ | ½ | 1  | 4.0   | 14.50 |
| 8  | Holden Hernández Carmenates | 2580   | 0 | ½ | 0 | 1 | ½ | 0 | ½ | * | ½ | 0  | 3.0   | 13.75 |
| 9  | Marc Narciso Dublan         | 2511   | ½ | 0 | 0 | 0 | 0 | ½ | ½ | ½ | * | ½  | 2.5   | 10.50 |
| 10 | Artur Kogan                 | 2561   | 0 | 0 | ½ | 0 | 0 | ½ | 0 | 1 | ½ | *  | 2.5   | 9.25  |